# Frank R. Stockton
Pour les articles homonymes, voir Stockton.
Œuvres principales
La Femme ou le Tigre ? (1882)
Frank R. Stockton, né le 5 avril 1834 à Philadelphie et mort le 20 avril 1902 dans cette même ville, est un écrivain américain.

## Biographie
Frank Richard Stockton est le fils d'un pasteur méthodiste de Philadelphie. Au terme de ses études, en 1850, il se destine tout d'abord à une carrière dans la gravure sur bois. Il abandonne cette profession en 1867 pour se consacrer au journalisme. Dans les années qui suivent, il se fait un nom comme écrivain de nouvelles à destination des enfants comme des adultes au ton humoristique et pince-sans-rire. La plus célèbre d'entre elles, La Femme ou le Tigre ?, est parue en 1882 avant d'être rééditée dans de nombreuses anthologies par la suite.
Il est enterré au cimetière de Woodlands à Philadelphie.